# Угу

#### район ЮАР
Угу (зулу Ugu) — район провинции Квазулу-Натал (ЮАР). Название района — это слово языка зулу, означающее «Побережье». Административный центр — Порт-Шепстон. По данным переписи 2001 года большинство населения района говорит на языке зулу.

## Административное деление
В состав района Угу входят шесть местных муниципалитетов:
- Гибискусовый берег (местный муниципалитет)
- Умзумбе (местный муниципалитет)
- Умузивабанту (местный муниципалитет)
- Вуламехло (местный муниципалитет)
- Умдони (местный муниципалитет)
- Эзинколени (местный муниципалитет)